# Championnat de Malte de football 1990-1991
Navigation
Saison précédente Saison suivante
La saison 1990-1991 de Premier League Maltaise était la soixante-seizième édition de la première division maltaise.
Lors de cette saison, le La Vallette FC a tenté de conserver son titre de champion face aux huit meilleurs clubs maltais lors d'une série de matchs se déroulant sur toute l'année.
Les neuf clubs participants au championnat ont été confrontés à deux reprises aux huit autres.
C'est le Hamrun Spartans qui a été sacré champion de Malte pour la septième fois.
Deux places étaient qualificatives pour les compétitions européennes, la troisième place étant celle du vainqueur du Trophée Rothman 1990-1991.

## Qualifications en coupe d'Europe
À l'issue de la saison, le champion a participé au premier tour de la Coupe des clubs champions 1991-1992.
Le vainqueur du Trophée Rothman a pris la place pour la Coupe des coupes 1991-1992.
Le deuxième du championnat a pris la place en Coupe UEFA 1991-1992.

## Les neuf clubs participants
| Club                | Stade             | Capacité | Ville      |
| ------------------- | ----------------- | -------- | ---------- |
| Birkirkara-Luxol    | Infetti Ground    | 2 000    | Birkirkara |
| Floriana FC         | -                 | -        | Floriana   |
| Hamrun Spartans     | Victor Tedesco    | 6 000    | Hamrun     |
| Paola Hibernians FC | Hibernians Ground | 8 000    | Paola      |
| Naxxar Lions FC     | -                 | -        | Naxxar     |
| Rabat Ajax          | -                 | -        | Rabat      |
| Sliema Wanderers FC | Guze Fava Ground  | 4 000    | Sliema     |
| La Vallette FC      | -                 | -        | La Valette |
| Zurrieq FC          | -                 | -        | Zurrieq    |

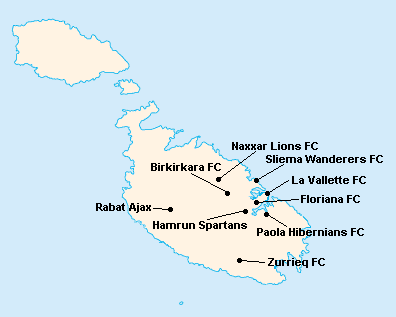
Localisation des clubs engagés dans le championnat.

L'île de Malte étant relativement petite, les clubs évoluent tous au stade National Ta'Qali (17 400 places). Certain cependant ont leur propre enceinte qu'ils peuvent éventuellement utiliser.

## Compétition

### Classement
| Rang | Équipe                 | Pts | J  | G  | N | P | Bp | Bc | Diff |
| ---- | ---------------------- | --- | -- | -- | - | - | -- | -- | ---- |
| 1    | Hamrun Spartans        | 24  | 16 | 10 | 4 | 2 | 31 | 18 | +13  |
| 2    | La Vallette FC (T) (C) | 19  | 16 | 8  | 3 | 5 | 28 | 17 | +11  |
| 3    | Floriana FC            | 18  | 16 | 6  | 6 | 4 | 15 | 11 | +4   |
| 4    | Paola Hibernians FC    | 17  | 16 | 5  | 7 | 4 | 18 | 15 | +3   |
| 5    | Sliema Wanderers FC    | 15  | 16 | 3  | 7 | 5 | 24 | 20 | +4   |
| 6    | Rabat Ajax (P)         | 14  | 16 | 4  | 6 | 6 | 18 | 19 | -1   |
| 7    | Zurrieq FC             | 14  | 16 | 4  | 6 | 6 | 12 | 19 | -7   |
| 8    | Birkirkara FC (P)      | 13  | 16 | 3  | 7 | 6 | 13 | 22 | -9   |
| 9    | Naxxar Lions FC        | 10  | 16 | 3  | 4 | 9 | 11 | 29 | -18  |

| Légende : Qualifications et relégations | Légende : Qualifications et relégations                                                     |
| --------------------------------------- | ------------------------------------------------------------------------------------------- |
|                                         | Coupe des clubs champions 1991-1992 (1er Tour)                                              |
|                                         | Coupe des coupes 1991-1992 (1er Tour)                                                       |
|                                         | Coupe UEFA 1991-1992 (1er Tour)                                                             |
|                                         | Relégation en First Division Maltaise                                                       |
|                                         | (T) : Tenant du titre 1989-1990 (P) : Promu en 1989-1990 (C) : Vainqueur du Trophée Rothman |

## Bilan de la saison
| Tableau d'Honneur       |                 |
| Compétition             | Vainqueur       |
| Premier League Maltaise | Hamrun Spartans |
| Trophée Rothman         | La Vallette FC  |
| Supercoupe de Malte     | La Vallette FC  |

| Qualifications européennes 1991-1992 |                 |
| Coupe des clubs champions            | Qualifiés       |
| 1er tour                             | Hamrun Spartans |
| Coupe des coupes                     | Qualifiés       |
| 1er tour                             | La Vallette FC  |
| Coupe UEFA                           | Qualifiés       |
| 1er tour                             | Floriana FC     |

| Promotions et relégations           |                                |
| Relégués en First Division Maltaise | Naxxar Lions FC                |
| Promus de First Division Maltaise   | Mqabba FC Luqa St. Andrew's FC |